# Ástilo de Crotona

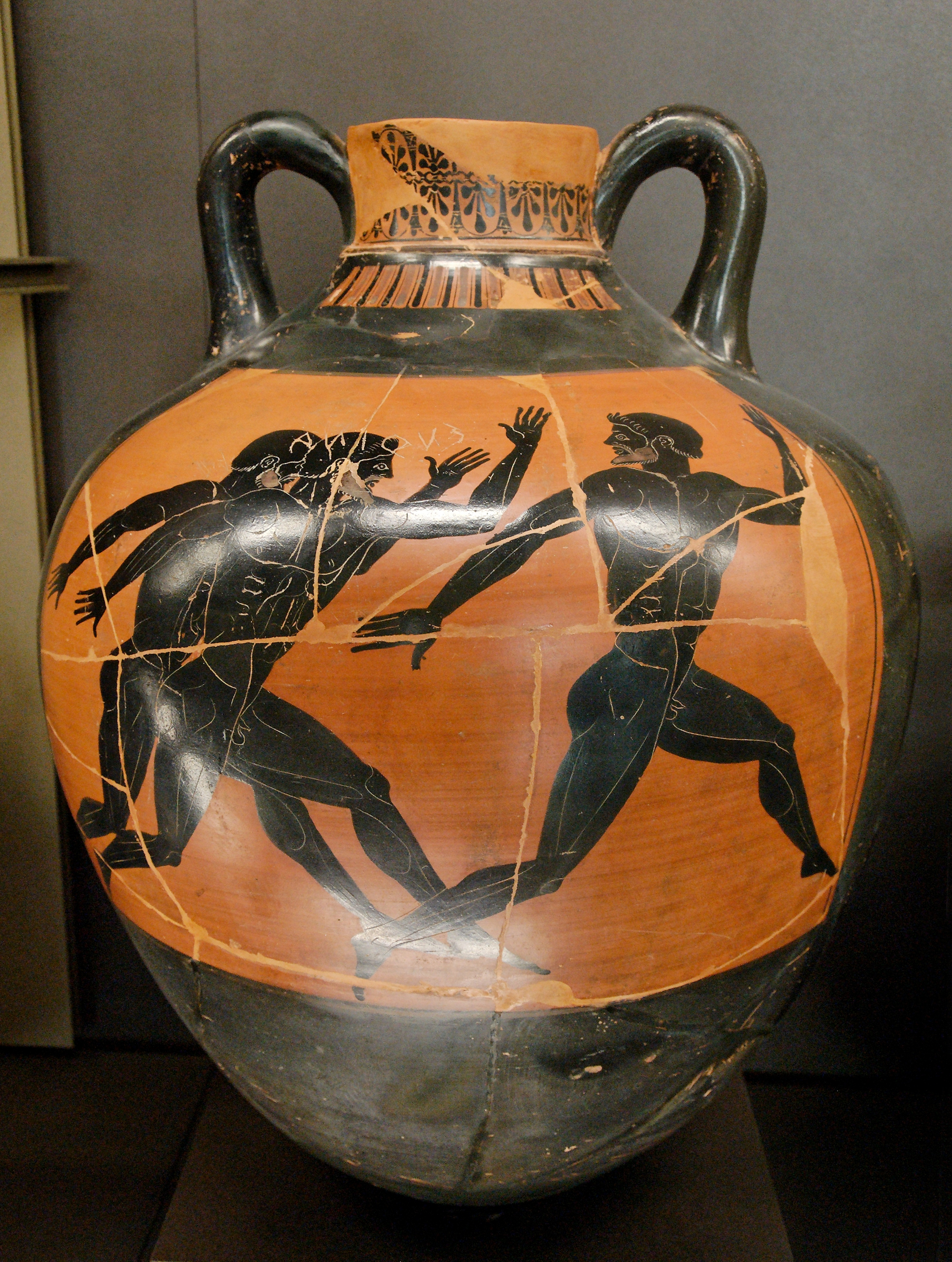
Corredores en la disciplina del estadio
Ánfora panatenaica de figuras negras, hacia 500 a. C.
Pintor de Cleofrades (Louvre G65).

Ástilo de Crotona (en griego antiguo: Ἄστυλος/Ἀστύαλος Κροτωνιάτης) fue un atleta especializado en carreras a pie que ganó siete títulos olímpicos en los Juegos Olímpicos entre 488 y 480 a. C.
Dos veces consecutivas consiguió el doblete de un estadio,  y diaulos (doble estadio, aproximadamente 384 m) en carrera en los 73.ª y 74.º en los Juegos Olímpicos en 488, 484 a .C. En los 75º Juegos  Olímpicos (480 a. C.), consiguió el triplete del estadio, diaulos y hoplitódromo, convirtiéndose así en triastés. También fue periodónice.
Ástilo defendió inicialmente los colores de su ciudad, Crotona, pero cuando se proclamó siracusano en las tres victorias últimas para agradar al tirano de Siracusa Hierón, hijo de Dinómenes, provocó el furor de los ciudadanos/seguidores y decretaron que se convirtiese su casa en una prisión y destruyeron su estatua-retrato  que estaba en el templo de Hera Lacinia, erigida tras su primer título olímpico y convirtieron su casa en una prisión.
Durante su período de entrenamiento antes de las grandes competiciones, se abstenía de toda relación sexual, como recuerda Platón.